# ولیکا ندلیا
ولیکا ندلیا (اسلوونیایی: Velika Nedelja) یک زیستگاه انسانی در اسلوونی است که در Lower Styria واقع شده‌است.

## خصوصیات
ولیکا ندلیا ۱٫۵۷ کیلومترمربع مساحت و ۳۰۱ نفر جمعیت دارد و ۲۷۰٫۷ متر بالاتر از سطح دریا واقع شده‌است.